# Universidade Lusíada de Lisboa
A Universidade Lusíada de Lisboa (ULL) é uma universidade privada portuguesa, com sede em Lisboa.
A entidade instituidora da ULL é a Fundação Minerva - Cultura - Ensino e Investigação Científica.

## Criação
A Universidade Lusíada de Lisboa foi criada pela Cooperativa de Ensino Universidade Lusíada e reconhecida pelo Despacho n.º 135/MEC/86, do Ministro da Educação e Cultura, publicado na 2.ª série do Diário da República de 28 de junho de 1986.

### Transformação da entidade instituidora
Através do Decreto Lei n.º 117/2003, de 14 de junho, foi instituída a Fundação Minerva — Cultura — Ensino e Investigação Científica (fundação), mediante transformação da Cooperativa de Ensino Universidade Lusíada.

## Estatutos
Os Estatutos da Universidade Lusíada de Lisboa foram registados por despacho, de 21 de outubro de 2009, do Ministro da Ciência, Tecnologia e Ensino Superior

## Estrutura orgânica[4]

### Faculdades
- Faculdade de Arquitectura e Artes
- Faculdade de Ciências da Economia e da Empresa
- Faculdade de Ciências Humanas e Sociais
- Faculdade de Direito

### Institutos
- Instituto Lusíada de Investigação e Desenvolvimento
- Instituto Lusíada de Pós-Graduações
- Instituto Lusíada para o Direito do Ambiente
- Instituto de Psicologia e Ciências da Educação
- Instituto Superior de Serviço Social de Lisboa

### Centros de investigação
- Centro de Investigação em Psicologia para o Desenvolvimento (CIPD)
- Centro de Investigação em Território, Arquitectura e Design (CITAD)
- Centro de Estudos Jurídicos, Económicos e Ambientais (CEJEA)
- Centro Lusíada de Estudos Genealógicos, Heráldicos e Históricos (CLEGH)
- Centro Lusíada de Investigação e Desenvolvimento em Engenharia e Gestão Industrial (CLEGI)
- Centro Lusíada de Investigação em Política Internacional e Segurança (CLIPIS)
- Centro Lusíada de Investigação em Serviço Social e Intervenção Social (CLISSIS)
- Laboratório da Cor

## Associações e núcleos

### Associações
- Associação Académica da Universidade Lusiada de Lisboa (AAULL)

- Associação dos Antigos Alunos da Universidade Lusíada (AAAUL)
- Associação de Acção Social da Universidade Lusíada (AASUL)

### Núcleos
- Luz & Tuna - Tuna da Universidade Lusíada de Lisboa
- Centro de Estudos Políticos e Relações Internacionais (CEPRI)
- Núcleo Estudantil de Gestão de Recursos Humanos da Universidade Lusíada de Lisboa (NEGRHULL)
- Núcleo Estudantil de Gestão das Organizações Desportivas da Universidade Lusíada de Lisboa (NEGODULL)
- Núcleo de Estudantes de Gestão de Empresa da Universidade Lusíada de Lisboa (NEGULL)
- Núcleo de Estudantes de Psicologia da Universidade Lusíada de Lisboa (NEPULL)
- Núcleo de Engenharia Informática da Universidade Lusíada de Lisboa (NEIULL)

## Descrição Geral
A verificação constante dos objectivos da ULL tem exigido um contínuo esforço de qualificação do seu corpo docente, de actualização dos seus equipamentos técnicos e tecnológicos e de renovação das suas práticas pedagógicas, tendo sempre em vista um ensino que apenas se subordina aos princípios da qualidade e do rigor científico.
É que hoje, num mundo confrontado com vertiginosas transformações de âmbito social e económico, a nova sociedade exige profissionais com elevado nível cultural, científico e técnico que só a formação superior pode proporcionar. E a ULL, querendo responder a essas exigências, bem como satisfazer legítimas aspirações de realização pessoal, não poderia defraudar as expectativas de quem as vem procurando.
Por isso, para a ULL a formação não termina numa sala de aula, pois entende-se que a formação universitária não pode reduzir-se a uma mera instrução técnica orientada para o desempenho de uma profissão. Isso significaria renunciar à educação em si mesma.
Consequentemente, a formação universitária deve dar resposta às perguntas especificamente humanas sobre o sentido e o significado da existência e reflectir sobre os temas de fundo da actualidade, promovendo nos alunos a consciência social formada pelos princípios e valores humanos da tradição, da história e da cultura da sociedade portuguesa, e fomentando a busca da verdade, a criatividade, a capacidade crítica e todos os demais hábitos e atitudes que enriquecem o homem.
A aquisição de uma consciência ética e social que determine o comportamento e o procedimento científico e profissional é o suporte do projecto de formação integral da Universidade. Procura-se que os membros da comunidade universitária se distingam pelas suas qualidades humanas antes e ao mesmo tempo que pela sua preparação cultural e alta categoria profissional.
Na prossecução deste objectivo, as actividades de extensão cultural desempenham um papel primordial de enriquecimento da vida académica com seminários, conferências, debates, congressos, cursos de verão, etc., que permitam aos alunos estar em dia, ampliem os seus horizontes e complementem a formação integral que se procura ministrar-lhes. Os alunos cooperam também nestas actividades podendo organizar iniciativas e apresentar ideias, o que as converte sem dúvida numa experiência enriquecedora, por si mesma, em todos os aspectos. Prova-o o funcionamento activo de vários núcleos dedicados à música e dança (tunas, grupos de danças e cantares), às artes plásticas, ao teatro, ao cinema, à literatura, etc.
Também o desporto ocupa um lugar muito importante na vida da ULL. No projecto educativo as actividades física e desportiva aparecem como instrumentos para o desenvolvimento da personalidade e a consolidação dos valores fundamentais para a formação. Por isso, fomenta-se a participação dos alunos nas actividades desportivas. Para competir e, sobretudo, para fortalecer os valores individuais e de grupo que o desporto desperta.
Com este mesmo objectivo de proporcionar a melhor formação aos seus alunos, a Universidade estabeleceu um conjunto de convénios com diversas entidades que permitem aos alunos a oportunidade de aceder aos programas de intercâmbio internacional como o Erasmus e o Sócrates.

## Prémio de Mérito Lusíada
A ULL concede uma redução da propina aos candidatos do concurso normal de acesso que entrem pela primeira vez na ULL e que tenham uma média de candidatura igual ou superior a 14 valores. Os alunos que transitarem de ano sem unidades curriculares em atraso e um média igual ou superior a 14 valores, mantêm esse benefício.

## Doutoramentoshonoris causa
A ULL tem vindo a homenagear diversas personalidades nacionais e estrangeiras que se distinguiram nas suas áreas de actuação, concedendo-lhes o maior grau honorífico que pode ser atribuído pelas instituições universitárias, o grau de doutor honoris causa:
- Pablo Lucas Verdú - Direito - 05.07.1996
- D. Manuel Martins - História - 05.07.1996
- António Ramalho Eanes (Presidente da Repúplica Portuguesa de 1976/86)  - Relações Internacionais - 05.07.1996
- Augusto Penha Gonçalves - Direito - 05.07.1996
- Abel Pereira Delgado - Direito - 05.07.1996
- Xanana Gusmão - Relações Internacionais - 29.04.1999
- Claus Roxin - Direito - 21.03.2000
- Roland Berger - Gestão - 22.10.2001
- Francisco Muñoz Conde - Direito - 22.10.2004
- Winfried Hassemer - Direito - 22.10.2004
- Jose Muntañola Thornberg - Arquitectura - 25.06.2005
- Manuel Tainha - Arquitectura - 25.06.2005
- Vítor Figueiredo (In memoriam) - Arquitectura - 25.06.2005
- D. José Saraiva Martins - Direito - 06.07.2005
- Antonio Paes de Andrade - Relações Internacionais - 27.06.2006
- Nadir Afonso - Arquitectura - 20.07.2010
- João Charters de Almeida - Arquitectura - 22.03.2011
- Bartolomeu Maria de Albuquerque da Costa Cabral - Arquitectura - 24.06.2016
- António José de Castro Bagão Félix - Gestão - 24.06.2016
- Guilherme Valdemar Pereira d'Oliveira Martins - Direito - 24.06.2016
- Maria Manuela Duarte Neto Portugal Ramalho Eanes - Serviço Social - 24.06.2016
- José Luis Meilán Gil - Direito - 24.11.2016